# St. Marys River (Florida/Georgia)
Der St. Marys River ist ein Fluss in den Vereinigten Staaten. Von seiner Quelle, dem Okefenokee-Sumpf, bis zur Mündung in den Atlantischen Ozean markiert er die Grenze zwischen den Bundesstaaten Florida und Georgia. Er ist 203 km lang.
Kurz vor der Mündung des Flusses liegt am linken Ufer die namensgebende Stadt St. Marys. Von hier besteht eine Fähranbindung auf die der Küste vorgelagerten Insel Cumberland Island.

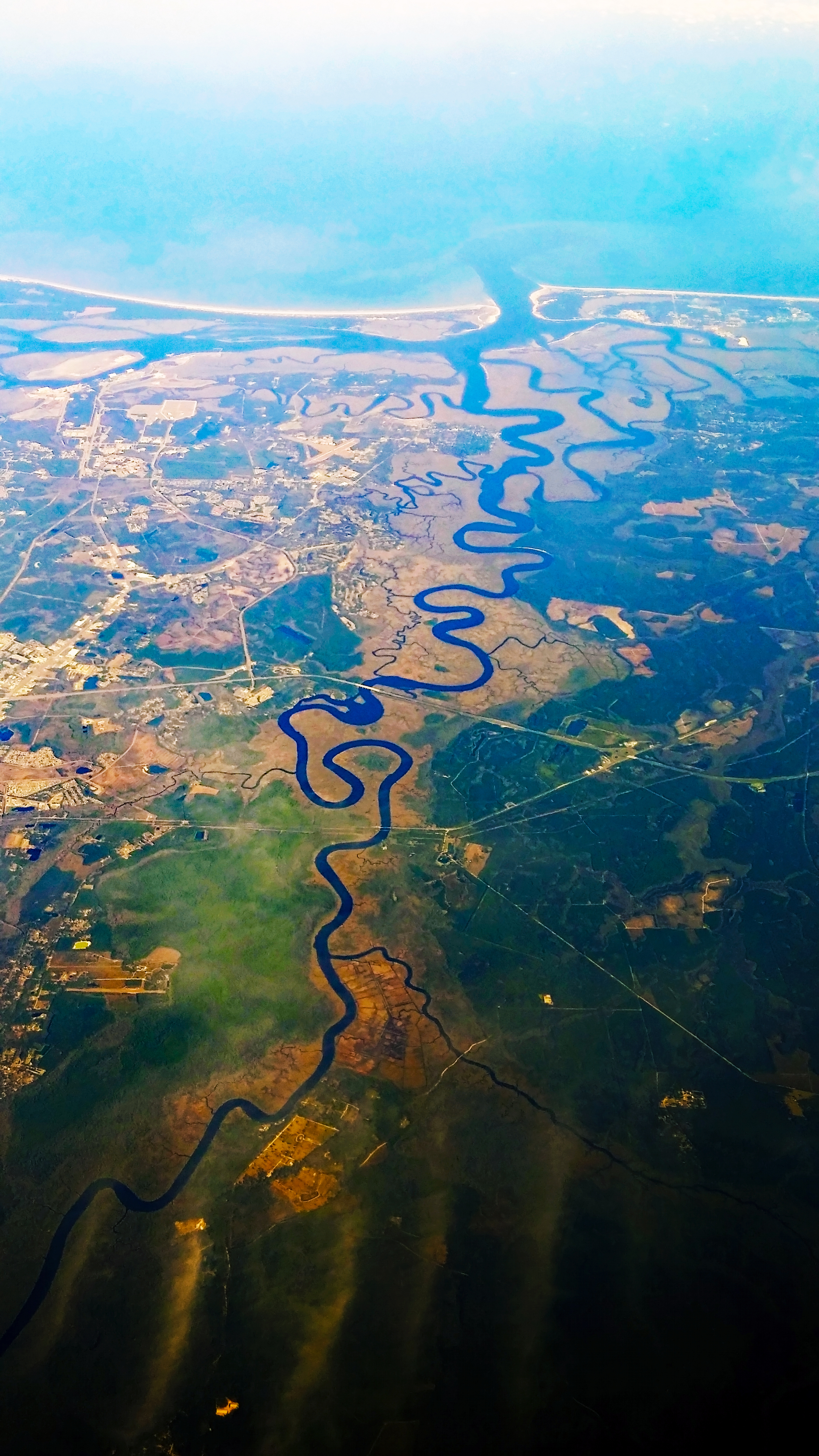